# Blind Date
Blind Date är en amerikansk romantisk komedi från 1987 i regi av Blake Edwards. I huvudrollerna ses Kim Basinger och Bruce Willis. Filmen hade Sverigepremiär den 18 september 1987.

## Handling
Walter Davis (Bruce Willis) är arbetsnarkoman och lägger allt sitt krut på arbetet och mycket lite på privatlivet. Han måste nu få tag på en date till en affärsmiddag med en ny, viktig kund. Så han låter sin bror, Ted (Phil Hartman) arrangera en blind date åt honom, med Teds hustrus kusin, Nadia (Kim Basinger). Hon är nyinflyttad och vill träffa någon, men Walter varnas för att Nadia blir vild och okontrollerbar om hon blir berusad. Under kvällen dyker även Nadias ex-pojkvän upp. Walter kommer att få uppleva en oförglömlig date. 

## Rollista i urval
- Bruce Willis - Walter Davis
- Kim Basinger - Nadia Gates
- John Larroquette - David Bedford
- William Daniels - Harold Bedford
- George Coe - Harry Gruen
- Mark Blum - Denny Gordon
- Phil Hartman - Ted Davis
- Stephanie Faracy - Susie Davis
- Alice Hirson - Muriel Bedford
- Stanley Jordan - sig själv
- Graham Stark - Jordan the Butler
- Joyce Van Patten - Nadias mamma
- Barry Sobel - personal på bensinmack
- Armin Shimerman - fransk servitör
- Timothy Stack - Grant
- Brian George - Maitre d'
- Jeannie Elias - Walters sekreterare
- Dick Durock - dörrvakt
- Sab Shimono - Mr. Yakamoto
- Momo Yashima - Mrs. Yakamoto

## Om filmen
Filmen spelades in den 5 maj-14 juli 1986 i Culver City, Hollywood, Los Angeles och Point Lobos State Reserve. Den hade världspremiär den 24 mars 1987 i Beverly Hills och svensk premiär den 18 september samma år på 19 platser. Åldersgränsen i Sverige är 11 år.

## Musik i filmen
- Simply Meant To Be, skriven av Henry Mancini, George Merrill och Shannon Rubicam, framförd av Gary Morris och Jennifer Warnes
- Treasures, skriven och framförd av Stanley Jordan
- Anybody Seen Her!, skriven av L. Russell Brown och Billy Vera, framförd av Billy Vera och The Beaters
- Oh, What A Nite, skriven av L. Russell Brown och Billy Vera, framförd av Billy Vera och The Beaters
- Let You Get Away, skriven av L. Russell Brown och Billy Vera, framförd av Billy Vera och The Beaters
- Crash, Bang, Boom, framförd av Hubert Tubbs